# Сандович Максим Тимофійович
Максим Тимофійович Сандович, Максим Горлицький (1 лютого 1886, Ждиня, Австро-Угорщина — 6 вересня 1914, Горлиці, Австро-Угорщина) — лемківський священик, пропагандист православ'я та москвофільства на Лемківщині, канонізований Польською православною церквою (1994) та Російською православною церквою закордоном (1996).

## Духовна освіта
Народився у лемківському селі Ждиня (нині належить до Горлицького повіту Малопольского воєводства та має назву Żdynia) у сім'ї греко-католицького псаломника. Початкову освіту отримав вдома, духовну — у Крехівському монастирі оо. Василіян. 
Проте навчання там йому не сподобалося, він виїхав до Російської імперії, де продовжив освіту в Почаївській лаврі, де прийняв православ'я. Освіту закінчив у Житомирській духовній семінарії, по закінченні якої повернувся до Австро-Угорщини як священник у лемківському містечку Граб.

## Перший арешт
Активна діяльність Максима Сандовича як пропагандиста православ'я серед лемків звернула на нього увагу австрійської поліції. 1912  його заарештували за звинуваченням у шпигунстві. Разом з ним був затриманий ще один священик — о. Ігнатій Гудима та два студенти, що належали до москвофільскої партії — Колдра та Бендасюк. Захисником Максима Сандовича виступив перемишльський адвокат Кирило Черлюнчакевич. Збереглися свідчення, що поліція та адміністрація примусово вимагали від селян свідчити проти звинувачених Слідство тривало майже два роки, які Сандович, Гудима, Колдра та Бендасюк провели у львівській в'язниці. На судовому процесі влітку 1914 року усі звинувачені були признані невинними.

## Другий арешт та страта

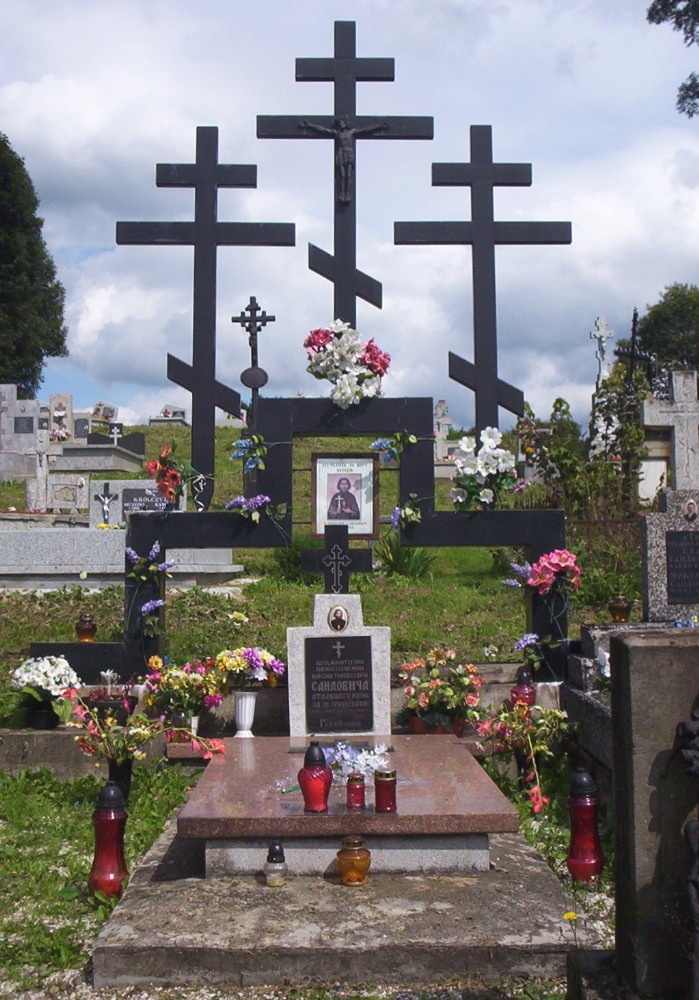
Могила Максима Сандовича у Ждині

З початком Першої світової війни Сандович знову був заарештований. 6 вересня 1914 року він був розстріляний на задньому дворі горлицького суду за присутності своїх близьких. Йому приписують  останні слова «Най живе народ русинський і святе православ'я!», що свідчить про політичну мотивацію канонізації та подальшу пропаганду москвофільства у ПАПЦ.
Його соратник по пастирській діяльності, Ігнатій Гудима заарештований та відправлений до табору Талергоф, де втратив глузд через різні обставини. Колдра та Бендасюк врятувалися втечею в Московію, з якої також згодом утекли.

## Канонізація
У вересні 1994 року Польська Автокефальна православна церков визнала Максима Сандовича як священномученика під ім'ям «Максим Горлицький» — за місцем загибелі. 
Канонізований як священномученик ще й Російською православною церквою закордоном 1996-го.
У 2007 році мощі Максима Сандовича були перенесені з родинного цвинтаря до міста Горлиці, у Собор Святої Трійці.